# Yesun Temür
Yesun Temür, noto anche come Yesun Timür o Esöntömör (... – 1342), è stato un condottiero mongolo, khan del Khanato Chagatai dal 1338 al 1342.

## Biografia
Lontano discendente di Gengis Khan, Yesun era figlio del principe Ebugen e nipote di Duwa, khan del Khanato Chagatai dal 1282 al 1307. Nulla si sa della sua nascita e dei primi anni della sua vita.
Nel 1338 cospirò contro suo fratello, il khan regnante Changshi, e più tardi lo avvelenò a morte per impossessarsi del trono di Chagatai. Successivamente egli mostrò pentimento per le sue azioni e incolpò la madre di aver ucciso Changshi; tale sentimento ebbe pesanti ripercussioni su di lui, tanto da indurlo a sviluppare una dipendenza dall'alcol.
Seguendo le orme del suo predecessore, il nuovo khan perseguì un'attitudine xenofoba verso i musulmani. Sostenne maggiormente il movimento tengrista, fece grande affidamento sulle orde nomadi e pose i mongoli nelle posizioni più alte del khanato. Sotto il suo potere i musulmani iniziarono a subire atti discriminatori, il che aumentò considerevolmente il malcontento nei suoi confronti nelle regioni della Transoxiana. Nel 1340 reintrodusse la coniazione di denari d'argento nella città di Almalik.
Fonti storiche affermano che la sua caduta fu correlata all'uccisione di Changshi. A partire dal 1341 il suo controllo sull'ulus andò sensibilmente a diminuire e i suoi principali rivali non esitarono ad approfittarne: il condottiero musulmano 'Ali Sultan lo assassinò a sorpresa nel 1342 e cominciò a governare nella parte orientale del Khanato, mentre un altro nemico, Khalil, prese possesso della Transoxiana.